# 小行星5314
小行星5314（英語：5314 Wilkickia）是一颗围绕太阳公转的小行星。1982年9月20日，尼古拉·切爾尼赫在克里米亚发现了此天体。
这颗小行星的绝对星等为252.90161等。